# Oxford (Indiana)
Oxford è un comune degli Stati Uniti d'America, situato nello Stato dell'Indiana, diviso tra la contea di Benton.